# 1150
Cette page concerne l'année 1150  du calendrier julien. Pour l'année 1150 av. J.-C., voir 1150 av. J.-C.
L'année 1150 est une année commune qui commence un dimanche.

## Événements
- Hiver froid en Europe, au point de faire geler le Rhin[1].

- Avril : Nur ad-Din s’approche de Damas, demandant à Abaq de s’allier avec lui. Abaq fait appel aux Francs conduits par Baudouin III de Jérusalem, qui s’installent aux portes de Damas pendant plusieurs semaines. Nur ad-Din évite l’affrontement et éloigne ses troupes[2]. Il cherche à susciter la révolte parmi la population de la ville. Mais devant la menace des dirigeants de la ville de faire appel aux Francs, il accepte de se retirer vers le nord, après avoir obtenu que son nom soit cité dans les sermons des mosquées, juste après ceux du calife, et que la monnaie soit frappée à son nom (12 mai)[3].

- 5 juin, Russie : transfert des reliques à Tchernigov et canonisation d’Igor Olgovitch, tué en 1147 par les Kiéviens[4].

- Août : mariage de Pétronille d’Aragon et de Raimond-Bérenger IV de Barcelone[5].

- Fin de l’été : Manuel Comnène mène une campagne contre les Serbes révoltés soutenus par les Hongrois. Il remporte une victoire majeure sur la rivière Tara sur les troupes conjointes serbo-hongroises[6].

- 21 novembre : mort de García Ramírez à Lorca. Sanche VI le Sage, lui succède comme roi de Navarre (fin de règne en 1194). En décembre, il rencontre Raimond-Bérenger IV de Barcelone, pendant que le roi de León et Castille  le convoque pour qu’il lui prête hommage. Sanche le Sage s’exécute en janvier 1151 et favorise la paix entre l’Aragon et la Castille, qui signent le traité de Tudilén[7].

- Après sa reconquête sur les musulmans  en 1149, Lérida reçoit en 1150 la Charte de peuplement.

- Après avoir mis le siège devant Arques sans résultats[8], le roi de France Louis VII accepte de recevoir l'hommage lige du jeune Henri Plantagenêt, qui devient duc de Normandie à l'âge de dix-sept ans, en échange de la cession du Vexin normand[9].
- Éruption du Vésuve[10].